# Ludwig von Wartensleben
Ludwig Hermann Alexander Graf von Wartensleben (* 7. Juli 1831 in Berlin; † 1. September 1926 in Rogäsen) war königlich-preußischer Wirklicher Geheimer Rat und Major sowie Rechtsritter und Ehrenkommendator des Johanniterordens.

## Leben

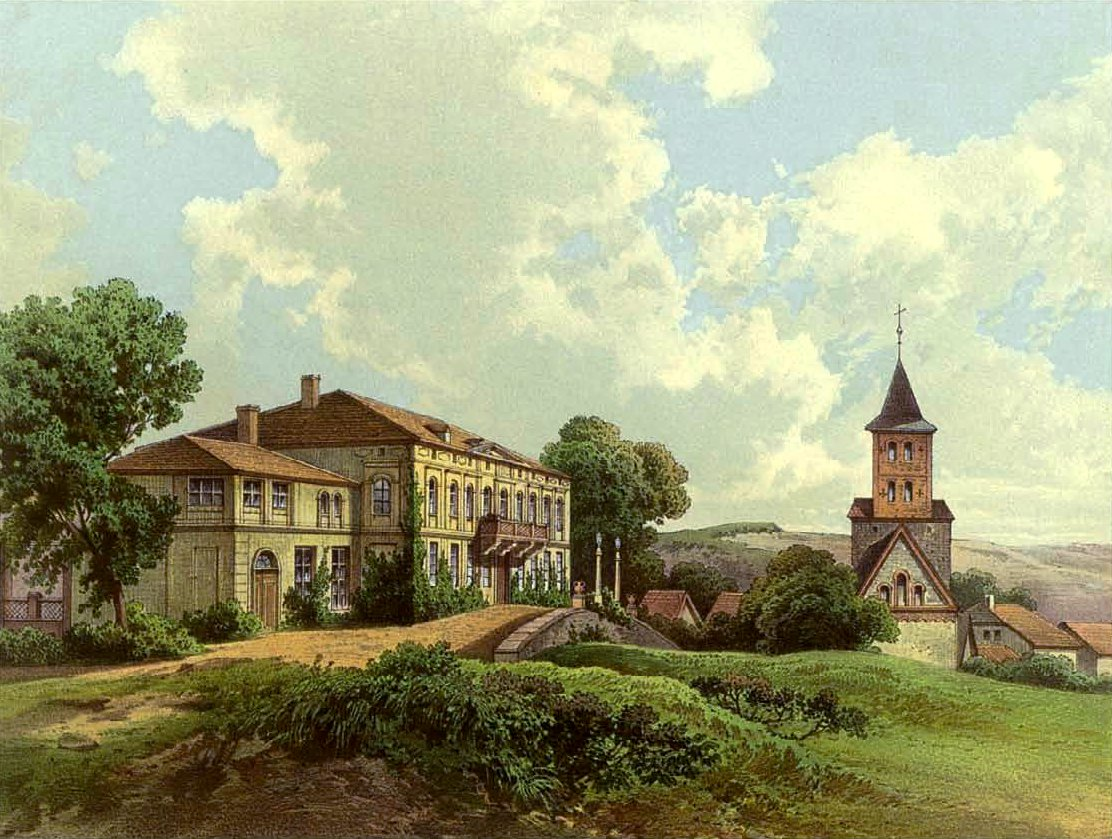
Rittergut Rogäsen um 1869/70, Sammlung Alexander Duncker

Er stammt aus dem magdeburgischen Uradelsgeschlecht Graf von Wartensleben und war der Sohn des königlich preußischen Kammerherrn und Generalleutnants Gustav Graf von Wartensleben (1796–1886) und der Elisabeth von Goldbeck und Reinhard (1803–1869). Sein älterer Bruder war der General der Kavallerie Hermann Ludwig von Wartensleben. Sein Abitur machte er mit seinen älteren Brüdern auf der Brandenburger Ritterakademie, mit Abschluss 1849.
Ludwig von Wartensleben-Ragösen trat 1863 dem Johanniterorden bei und wurde 1876 Rechtsritter. In der Genossenschaft der Provinz Sachsen der Kongregation war der Graf Richter im Konvent.
Zwischen 1872 und 1901 war von Wartensleben Landrat im Kreis Jerichow II. Er war außerdem Vorsitzender des Provinziallandtages der Provinz Sachsen sowie der Präses der sächsischen Provinzialsynode und Beisitzer im Generalsynodalverband. Theologisch gehörte er zu den konfessionellen Lutheranern innerhalb der Preußischen Union und war im Vorstand der Evangelisch-Lutherischen Konferenz. Zwischen 1901 und 1913 war von Wartensleben Mitglied des Preußischen Abgeordnetenhauses für die Deutschkonservative Partei und seit 1914 Mitglied des Preußischen Herrenhauses.
Verheiratet war er seit 1856 mit Mathilde Gräfin von Blumenthal (1837–1891), der Tochter des preußischen Generalleutnants Albert von Blumenthal (1796–1860). Das Ehepaar hatte keine Kinder. Auf Rogäsen lebte auch ihre Nichte Mathilde, verheiratet mit Konrad Graf Finck von Finckenstein.
Ludwig von Wartensleben war Fideikommissherr und war Besitzer des Rittergutes Rogäsen mit dem Gutshaus Rogäsen als Herrensitz und etwa 650 Hektar Land im Fiener Bruch, auf der Karower Platte und im Gränert. Der Besitz wurde aufgeteilt, Gränert erhielt der junge Alexander Graf Wartensleben, Sohn des Friedrich Wilhelm Graf Wartensleben; Rogäsen wiederum zunächst der Neffe Richard Graf Wartensleben (1871–1935), dann bewohnte dessen Witwe Elisabeth Sachsenberg das dortige Anwesen.

## Trivia
1905 ließ Ludwig Graf von Wartensleben auf dem Gutsbesitz an der alten Heerstraße Brandenburg–Magdeburg etwa auf Höhe der historischen Grenze zwischen dem Erzstift Magdeburg und der Mark Brandenburg den Hohenzollernstein, ein Denkmal zu Ehren des Einzuges des ersten brandenburgischen Fürsten aus dem Haus Hohenzollern im Jahr 1412 errichten.

## Ehrungen
- 1911: Roter Adlerorden I. Klasse
- 1911: Ehrendoktorwürde der theologischen Fakultät der Universität Halle